# Wählergemeinschaft Nordfriesland
Die Wählergemeinschaft Nordfriesland (WG-NF) ist als bürgerliche Wählergemeinschaft mit derzeit sechs Abgeordneten im Kreistag des Kreises Nordfriesland in Schleswig-Holstein vertreten. (Stand 2023)

## Geschichte
Sie trat 1990 erstmals zur Kommunalwahl an und erhielt bei den Kommunalwahlen 1990, 1994 und 1998 jeweils vier Sitze im Kreistag Nordfriesland.
Seit 1998 lautet der offizielle Name Wählergemeinschaft Nordfriesland/Die Unabhängigen (WG-NF). Ihr Vorsitzender ist Michael Lorenzen, dessen Stellvertreterin Mery Ebsen. Die Kreistagsfraktion leitet Jürgen Jungclaus.
Die WG-NF/Die Unabhängigen stellte von 2007 bis 2019 den Leiter der Kreisverwaltung, Landrat Dieter Harrsen.